# Берделанд
Берделанд (нім. Bördeland) — сільська громада в Німеччині, розташована в землі Саксонія-Ангальт. Входить до складу району Зальцланд.
Площа — 91,97 км2. Населення становить 7499 ос. (станом на 31 грудня 2021).